# Comuna Radoșivka, Izeaslav
Radoșivka (în ucraineană Радошівка) este o comună în raionul Izeaslav, regiunea Hmelnîțkîi, Ucraina, formată din satele Putrînți și Radoșivka (reședința).

## Demografie
Componența lingvistică a comunei Radoșivka
     Ucraineană (99,62%)
     Alte limbi (0,29%)
Conform recensământului din 2001, majoritatea populației comunei Radoșivka era vorbitoare de ucraineană (99,62%), existând în minoritate și vorbitori de alte limbi.